# L'anima dell'uomo sotto il socialismo
L'anima dell'uomo sotto il socialismo (titolo originale inglese: The Soul of Man Under Socialism), pubblicato nel 1891, è un saggio dell'autore irlandese Oscar Wilde nel quale viene esposta una visione del mondo socialista libertaria.
Ne L'anima dell'uomo sotto il socialismo Wilde afferma che, sotto il capitalismo, “la maggioranza della gente si rovina la vita per un altruismo esagerato e dannoso – per meglio dire, è costretta a rovinarsela”: invece di mettere a frutto i propri talenti, spreca il tempo a risolvere i problemi sociali causati dal capitalismo, senza eliminarne la causa comune e che nemmeno i poveri possono ricavare un vero individualismo dal capitalismo in quanto questo ha “impedito a una parte della comunità di essere individuale infliggendole la fame.”. In una società socialista, le persone avranno la possibilità di mettere a frutto i propri talenti; “Il socialismo stesso” scrive Wilde “avrà valore soltanto perché porterà all'individualismo”. L'individualismo è infatti uno dei temi centrali dell'opera, che vede l'arte come "la più intensa manifestazione d'individualismo che il mondo conosca".